# Гибер, Жак-Антуан-Ипполит
Жак-Антуа́н-Ипполи́т де Гибе́р (фр. Jacques-Antoine-Hippolyte de Guibert; 12 ноября 1743, Монтобан, Франция — 6 мая 1790, Париж, Франция) — французский генерал и военный теоретик.

## Биография
Жак-Антуан-Ипполит, будущий граф де Гибер, родился 12 ноября 1743 года в Монтобане, королевство Франция. Позднее он участвовал в Семилетней войне, в рядах пехотного полка, но обнаружил большие военные дарования и был зачислен в генеральный штаб.
Затем он участвовал в экспедиции на Корсику и, во главе сформированного им на свои средства легиона, отличился в сражении при Понте-Нова (1769 год), обеспечившем за Францией обладание островом.
По возвращении во Францию занялся научными литературными трудами, создавшими ему громкую известность во всей Европе. Из его сочинений наиболее известны: «Essai de tactique générale», Liége, 1772: и «Défense de système de Guerre moderne ou Réfutation complète du système de M. Mesnil-Durand», Neufchatel, 1779. Введение к первому из них написано так легко и красноречиво, что его читали даже дамы, и сам Вольтер написал Гиберу похвальные стихи.
Сочинения эти касались вопроса, разделившего в то время всех военных людей на две партии: одни, следуя взглядам Фолара, восставали против линейной тактики, введенной в исключительное употребление Фридрихом Великим. Так, Мениль-Дюран издал в 1775 году трактат о преимуществах глубокого строя древних греков и римлян. Другие горячо защищали тактику Фридриха. Спор этот разгорелся с новой силой после Семилетней войны, когда Гибер выступил противником Мениль-Дюрана.
Для разрешения спора французским правительством в 1775 году были назначены опыты, а маршал Брольи, пользовавшийся в то время большим авторитетом в военных кругах, был избран судьей, но маневры, повторившиеся через 2 года, не могли окончательно разрешить вопрос. Маршал Брольи более склонялся на сторону Мениль-Дюрана, хотя и не держался таких односторонних взглядов, как последний, требовавший исключительно действия холодным оружием в глубоких колоннах.
Но Гибер, особенно в первом своем сочинении, впал в противоположную крайность. Во втором же он обнаружил более терпимости и желание примирить обе теории. Среди французских офицеров сочинения Гибера вызвали почти единодушное осуждение, и начальство даже воспретило их распространение. Для печатания своего труда Гибер должен был отправиться в Пруссию, под покровительство Фридриха Великого, систему которого он так горячо защищал. Но мало-помалу идеи Гибера нашли себе последователей и во Франции. В Пруссии Гибер пробыл около 2 лет и вернулся на родину в 1775 году.
По вступлении в должность военного министра Сен-Жермена Гибер снова был принят на службу и получил в командование полк. В 1782 году он был произведён в генерал-майоры и назначен окружным инспектором пехоты в Артуа. Затем он оставил строевую службу и посвятил себя военно-административной деятельности, заняв должность члена-делопроизводителя в административном совете военного департамента.
Гибер был ближайшим сотрудником военных министров Сен-Жермена и Бриенна, принимая деятельное участие во всех реформах, и на его обязанности лежала редакция всех положений и уставов, проходивших через военный совет. В частности, ордонанс 1776 года о действиях пехоты является, в основном, его произведением. В 1788 году он получил звание Maréchal de camp (бригадного генерала).
Однако, своей чрезмерной самоуверенностью он нажил себе множество врагов. Его обвиняли в желании ввести во французской армии суровую немецкую дисциплину, телесные наказания, цепи и прочие меры, не соответствующие духу французского народа. Гибер тщетно старался оправдаться; когда в 1789 году он выставил свою кандидатуру от Бургундии в генеральные штаты, то был забаллотирован. Эти неприятности и неудачи так на него подействовали, что он заболел и умер в мае 1790 года.
Литературная деятельность Гибера касалась не только военного дела, но включала и политику («De la force publique considerée sur tous ses rapports»), историю («Histoire de la constitution militaire de la France», не окончено) и даже изящную литературу (ряд трагедий).